# Pepe Serra
José Serra Villalba (Barcelona, 1969), más conocido como Pepe Serra, es el actual director del Museo Nacional de Arte de Cataluña y anterior director del Museo Picasso de Barcelona.

## Biografía
Estudió Historia del Arte en la Universidad Autónoma de Barcelona, donde se especializó en arte contemporáneo.
Entre diciembre de 1996 y enero de 2000, Serra trabajado en el MACBA como responsable de exposiciones y como jefe de patrocinio. Más tarde, colaboró con otras instituciones como el Museo de arqueología de Cataluña o el de la Fundación Folch, hasta que en abril de 2002, comenzó a trabajar como jefe de los Servicios Culturales y el coordinador General de la Fundació Caixa Catalunya, que previamente había sido el coordinador de la conmemoración del 75.º aniversario de la organización. Uno de sus proyectos destacados de este período es el museo de la construcción de la presa
Entre julio de 2005 y octubre de 2006, fue empleado por el Departamento de Cultura de la Generalidad de Cataluña, donde ocupó el cargo de subdirector general de Museos y Promoción del Patrimonio Cultural, donde dirigió el Programa de gestión de las infraestructuras culturales.
Como curador ha organizado varias exposiciones, tales como: El cartel en Cataluña, 1888-1936, el Salón del Tinell (1995), Eudald Serra. Las huellas de la vida, en el Palacio de la Virreina (1998-1999), y El Cuerpo y el Cosmos. Escultura de arte del México precolombino (2004), en la Casa Milà.

### Museo Picasso
El 20 de julio de 2006 fue nombrado director del Museo Picasso a través de un público internacional, después de que Maite Ocaña, el anterior director, marchas a dirigir el Museo Nacional de Arte de Cataluña. Su nombramiento causó sospechas entre algunos profesionales del sector, que criticó su falta de experiencia para dirigir una institución tan importante, y exigió un administrador de la mayoría de los expertos en el mundo de picasso.
Durante su periodo como director, se dedicó a definir una nueva línea expositiva, renovando la presentación de la colección permanente. También promovió la creación del Centro de Conocimiento e Investigación, inaugurado el 2011, así como la creación de varios programas educativos y sociales. También impulsó un nuevo modelo de gestión del museo, para dotarlo de personalidad jurídica propia.

### MNAC
En septiembre de 2011 María Teresa Ocaña dejó el cargo como directora del museo y se abrió a un concurso público para decidir un nuevo director. Se presentaron 17 candidatos a la llamada. La comisión encargada de analizar los proyectos que se compone de Miguel Zugaza, director del Museo del Prado; María Bolaños, directora del Museo Nacional de Escultura; Bartomeu Marí, director del MACBA; Josefina Matamoros, director del Museo de Arte Moderno de Céret; Eduard Carbonell, director del MNAC, entre 1994 y 2005 y Daniel Giralt-Miracle, crítico e historiador del arte. Fue presidida por Miquel Roca, Presidente de los Amigos del MNAC. Narcís Serra, tío de José, él anunció que él sería un paso de este órgano de gobierno para evitar malos entendidos durante el proceso de toma de decisiones.
El 24 de noviembre de 2011 se anunció que la junta de fideicomisarios del Museo Nacional de Arte de Cataluña propuesto por Pepe Serra como futuro director del Museo. La Junta de Museos aprobó la propuesta de la Junta directiva el 14 de diciembre, según lo previsto en el artículo 17 de los estatutos del MNAC. El Gobierno de la Generalidad de Cataluña, fue nombrado director el 20 de diciembre. El acto oficial tuvo lugar el día 21, durante la reunión de la junta de fideicomisarios del museo.
Serra calificó como «temeridad» la posibilidad del traslado de las pinturas del monasterio de Sigena a Aragón para su devolución cuando estas ya habían experimentado previamente 11 viajes para ser expuestas en Londres y Nueva York.

### Docencia
Sierra es codirector y profesor del curso de Postgrado de estudios del Museo de la Universidad Pompeu Fabra desde el año 2010, profesor invitado en el Máster oficial en gestión cultural de la Universidad de Barcelona y profesor invitado en el Seminario internacional The Arts in Barcelona de la Universidad de Boston desde 2009.